# Pierry
Pierry é uma comuna francesa na região administrativa do Grande Leste, no departamento de Marne. Estende-se por uma área de 5.16 km², e possui 1.190 habitantes, segundo o censo de 2018, com uma densidade de 230 hab/km².